# Naucleopsis straminea
Naucleopsis straminea är en mullbärsväxtart som beskrevs av C.C. Berg. Naucleopsis straminea ingår i släktet Naucleopsis och familjen mullbärsväxter. Inga underarter finns listade i Catalogue of Life.